# Хёнель, Людвиг фон
Людвиг Риттер фон Хёнель (нем. Ludwig von Höhnel; 6 августа 1857, Пресбург — 23 марта 1942, Вена) — офицер австрийских ВМС, географ, картограф, путешественник, писатель

, исследователь Африки.

## Биография
Окончил Военно-морскую академию в Риеке, в 1879 году стал лейтенантом Австрийского ВМФ.
С 1886 по 1889 год в качестве географа и картографа сопровождал венгерского графа Самуэля Телеки в первой африканской экспедиции.
Вместе с руководителем экспедиции Самуэлем Телеки, путешественники выступили в феврале 1887 г. с острова Занзибара на африканский континент. Они первыми из европейцев исследовали большую часть Восточно-Африканской рифтовой долины. Затем по реке Пангани добрались до вулкана Меру в 40 км на юго-запад от горы Килиманджаро, и предприняли попытку подняться на эту самую высокую вершину Африки.
После успешного прохождения через земли племени кикуйю, путешественники добрались до озера Баринго. Затем они отправлялись в путь на север и 5 марта 1888 г. экспедиция достигли неизвестного озера, последнего из Великих Африканских озёр, которое было названо в честь кронпринца Австрии Рудольфа Австрийского озером Рудольфа.
Здесь же на южном берегу озера ими был обнаружен действующий вулкан высотой около 646 м, который был назван в честь первооткрывателя вулканом Телеки.
Дальнейшее путешествие в район восточной Эфиопии позволило им в 1888 г. открыть ещё одно, меньшее по размерам озеро, которому было дано название в честь жены кронпринца Стефании (сейчас — Чев Бахир).
Путешествие Самуэля Телеки и Людвига фон Хёнеля закончилось в 1888 г. в порту Момбаса, откуда они в следующем году благополучно возвратились в Европу. На родину Телеки и Хёнель привезли собранные ими ценные коллекции. Вообще Телеки и Хёнель провели большое количество наблюдений за флорой, фауной, климатическими явлениями на обследованных ими территориях.
Высокая научная репутация фон Хёнеля как путешественника по Африке привела к тому, что в 1892 году американец Уильям А. Чанлер (1867—1934) пригласил его в экспедицию в Кению, которая отправилась на доселе совершенно неисследованную территорию. В ходе экспедиции в августе 1893 года фон Хёнель был серьёзно ранен носорогом, в результате чего путешествие завершилось раньше, чем планировалось. Несмотря на это, экспедиция собрала ценные топографические результаты. Впервые были исследованы северо-восточная часть горы Кения и часть р. Эвасо-Нгиро. Впервые белые встретили племя Рендилле, с которым фон Хёнель познакомился во время своего путешествия с Телеки.
По возвращении на родину, в Будапеште ему была сделана операция. В начале 1900-х годов он ещё дважды побывал в Африке.
В 1899 году фон Хёнель был назначен адъютантом императора Франца Иосифа I, получил командование над несколькими австрийскими кораблями и возглавил торговую делегацию в Абиссинию, в ходе которой ему удалось заключить выгодный договор с императором Менеликом II.
В 1905—1909 годах фон Хёнель был руководителем важной миссионерской поездки на минном крейсере SMS Panther в Австралию и Полинезию.
После этого, фон Хёнель вышел в отставку в звании капитана и посвятил себя научной деятельности. В 1912 году его повысили до контр-адмирала.
Автор книг «Discovery of Lakes Rudolf and Stefanie: A Narrative of Count Samuel Teleki’s Exploring & Hunting Expedition in Eastern Equatorial Africa in 1887 & 1888» (2 т.), «Zum Rudolph-See und Stephanie-See» (1892), «Mein Leben zur See, auf Forschungsreisen und bei Hofe» (1926).
Написал автобиографию, посвященную бурным годам, предшествовавшим падению австро-венгерской монархии, в которой рассказал об исследованиях в Африке, австро-венгерском флоте и выдающихся личностях двора Габсбургов, в том числе адмиралах Германе фон Спауне, Максимилиане Даублебски фон Штернеке и Рудольфе Монтекукколи.
Умер в 1942 году. Похоронен на Центральном кладбище Вены.

## Награды
- Медаль Карла Риттера (1892)

## Память
- В честь австрийского исследователя Африки Людвига фон Хёнеля назван Хамелеон Хогнела.
- Одна из улиц в Вене носит его имя — Ludwig-von-Höhnel-Gasse.